# Richebourg (Pas-de-Calais)
Richebourg is een gemeente in het Franse departement Pas-de-Calais (regio Hauts-de-France). De gemeente maakt deel uit van het arrondissement Béthune. Richebourg telde op 1 januari 2022 2.653 inwoners.

## Geschiedenis
De huidige gemeente ontstond op 21 februari 1971 door het samenvoegen van de voormalige gemeentes Richebourg-l'Avoué en Richebourg-Saint-Vaast. Die oude tweedeling van het dorp, dat fysisch eigenlijk een geheel vormt, was een restant uit feodale tijden, toen de ene helft behoorde aan de Sint-Vaastabdij van Atrecht en de andere aan de heren van Béthune, voogden of wereldlijke beschermers (Frans : avoués) van die abdij.

## Geografie
De oppervlakte van Richebourg bedroeg op 1 januari 2022 17,31 vierkante kilometer; de bevolkingsdichtheid was toen 153,3 inwoners per km².

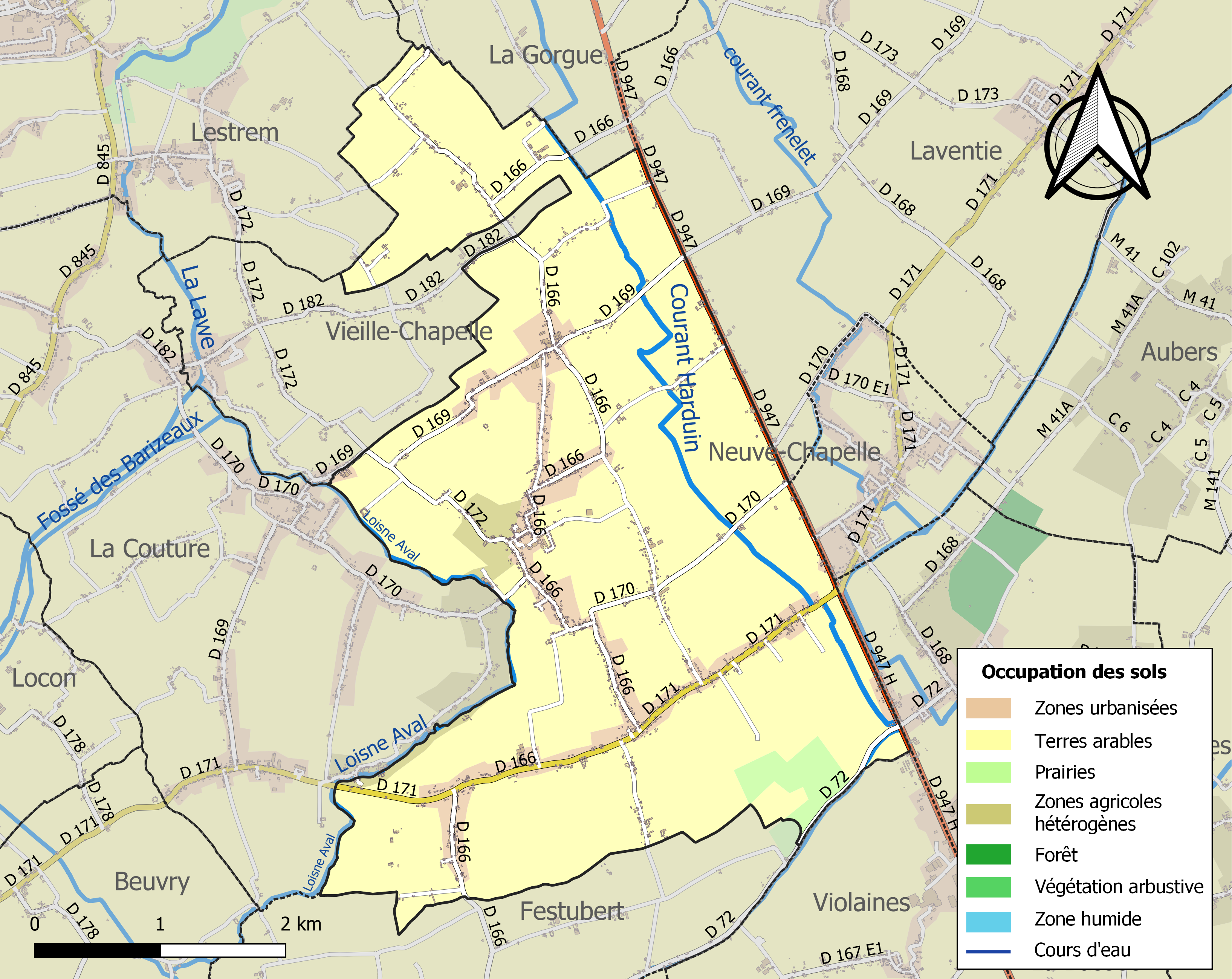
Kaart van de gemeente met belangrijkste infrastructuur, bodemgebruik en omliggende gemeenten

## Demografie
Onderstaande figuur toont het verloop van het inwonertal (bron: INSEE-tellingen).

## Bezienswaardigheden

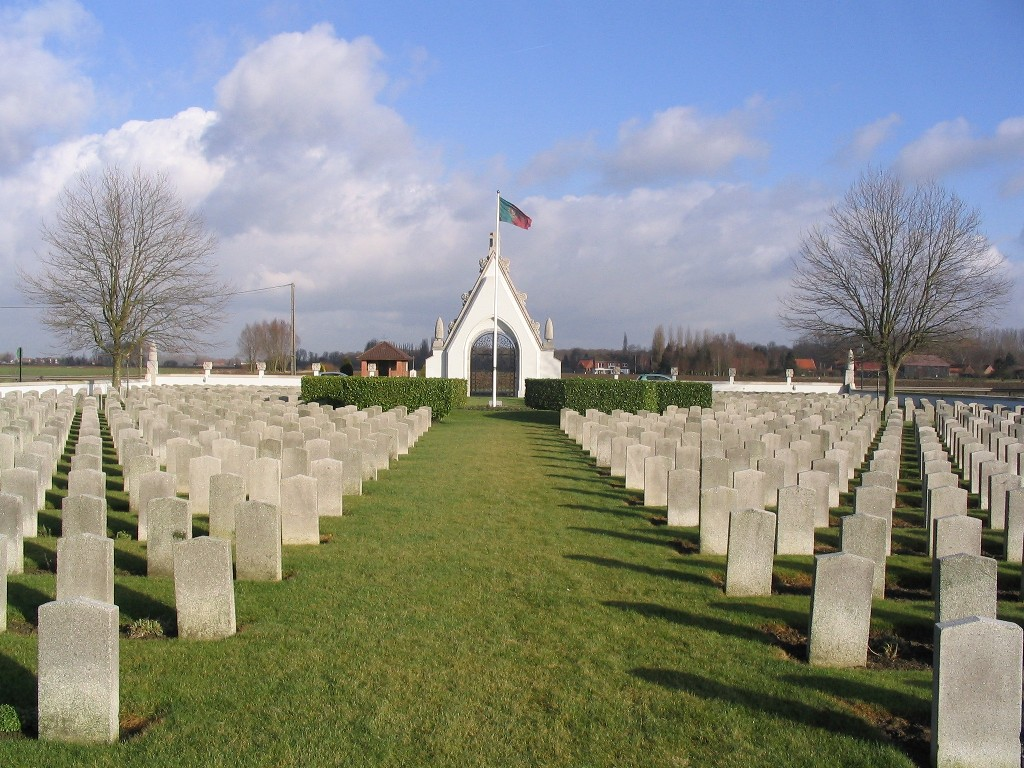
De Portugese militaire begraafplaats

- De Église Saint-Laurent in Richebourg-l'Avoué
- Het Neuve-Chapelle Memorial voor Indische gesneuvelden uit de Eerste Wereldoorlog
- De Rue-des-Berceaux Military Cemetery met meer dan 400 Britse gesneuvelden
- De Le Touret Military Cemetery met het Touret Memorial
- De Portugese militaire begraafplaats met 1831 Portugese gesneuvelden uit de Eerste Wereldoorlog
- St. Vaast Post Military Cemetery met bijna 800 Britse gesneuvelden uit de Eerste Wereldoorlog